# Arnaud Malherbe (réalisateur)
Pour les articles homonymes, voir Arnaud Malherbe et Malherbe.
Arnaud Malherbe, né à Mortagne-au-Perche (Orne) le 21 septembre 1972, est un scénariste, réalisateur, journaliste et auteur de bande dessinée français.

## Biographie
Arnaud Malherbe a fait des études de droit à l'université de Caen, puis de journalisme à l'Institut pratique du journalisme (IPJ) de Paris. Il entre à Ouest-France avant de passer sept ans à L'Express, où il écrit des articles sur l'aventure, les voyages et le cinéma.
Après avoir suivi des cours de scénario à La Fémis, il se reconvertit dans l'écriture de scénarios pour la télévision, le cinéma et la bande dessinée.
Avec le dessinateur Vincent Perriot, il écrit la bande dessinée Taïga rouge, un récit se déroulant peu après la Révolution russe, pour laquelle ils reçoivent le Prix Jeune Talent de la BD 2009. 
Il est le scénariste avec Dalila Kerchouche de Harkis tourné pour France 2 par Alain Tasma. Il écrit plusieurs épisodes de la série quotidienne Pas de secrets entre nous (sur M6).
Il passe à la réalisation en 2007 avec Good Job!, son premier-court métrage, qu'il écrit et met en scène, avec Laurent Ménoret dans le rôle principal.
Il écrit et réalise deux autres courts métrages : Dans leur peau, avec Fred Testot, pour lequel il reçoit, entre autres, le Grand Prix du Festival international du film fantastique de Gérardmer en 2008 et le Prix du Jury au festival Off Courts de Trouville en 2007[réf. nécessaire] ; Macadam Peau-Rouge (2008), qu'il écrit et réalise au Québec.
En 2009, il écrit et réalise son premier téléfilm, pour Arte, Belleville Story, qui reçoit les prix de « Meilleur Téléfilm » et « Révélation masculine » (pour Paco Boublard) au Festival de la fiction TV de La Rochelle 2009,. En parallèle, une autre version pour la bande dessinée est réalisée par le dessinateur Vincent Perriot. En 2010, le tome 1 obtient le prix « Coup de cœur » au festival de Saint-Malo et le Prix du polar « Paris Noir ». Il figure dans la sélection officielle du Festival d'Angoulême 2011,.
En 2012, il coécrit (avec Anthony Maugendre) et réalise Chambre noire, unitaire pour France 2, avec Jonathan Zaccaï et Armelle Deutsch.

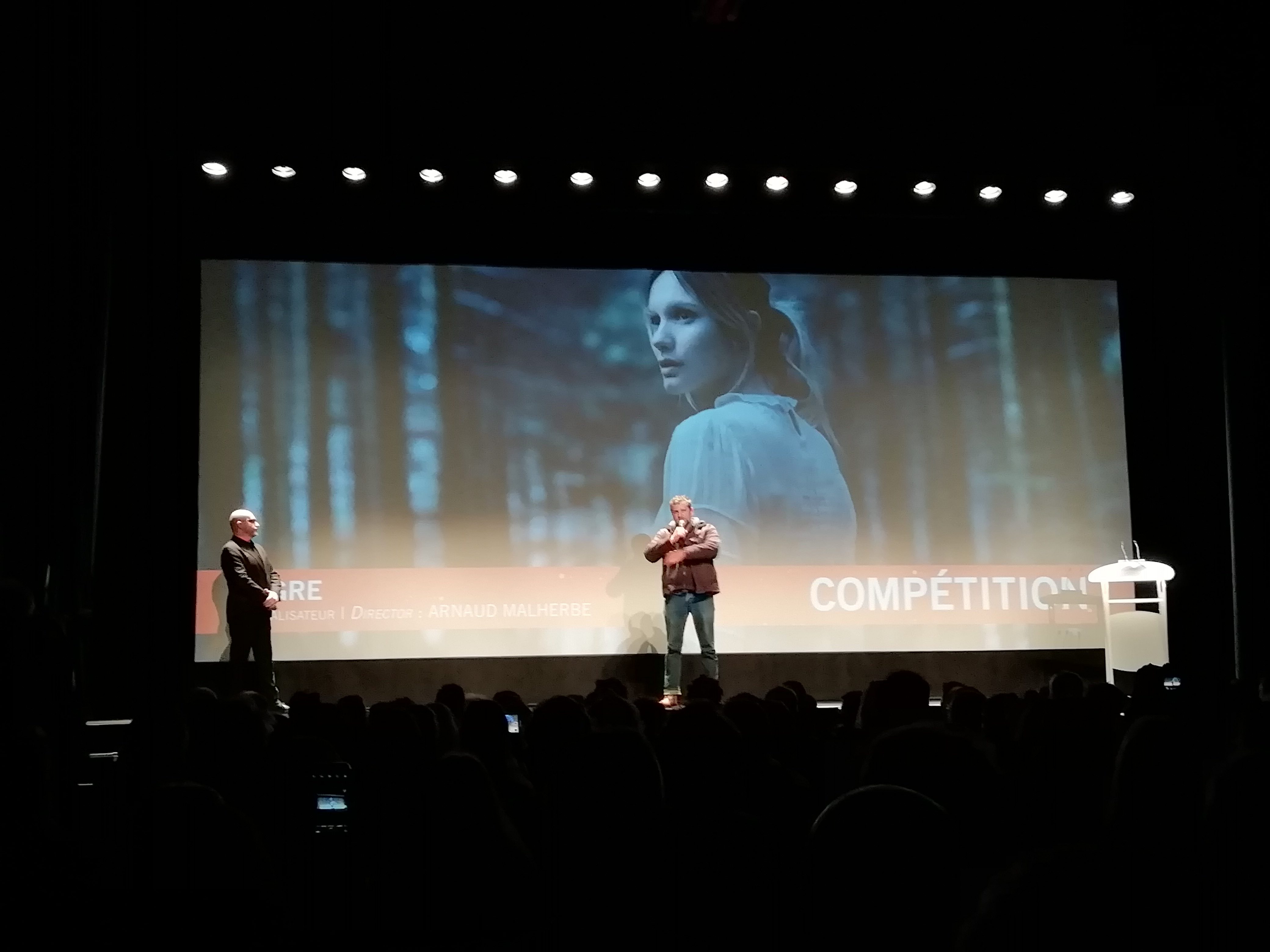
Présentation dOgre au Festival international du film fantastique de Gérardmer 2022

Il est le co-créateur avec Marion Festraëts de la série Chefs, qu'il coécrit (avec Marion Festraëts) et réalise pour France 2, avec Clovis Cornillac, Hugo Becker et Anne Charrier. La première saison est diffusée en 2015. Au Festival de Luchon la série remporte un prix spécial du jury, le prix du public et le prix Adami du meilleur espoir masculin pour Hugo Becker. Arnaud Malherbe réalise également quatre épisodes de la seconde saison, diffusée en 2016.
Il écrit et réalise la série Moloch, thriller fantastique qu'il coécrit avec Marion Festraëts pour Arte, avec Olivier Gourmet, Marine Vacth et Arnaud Valois. Diffusée en novembre 2020, la série reçoit le prix du meilleur scénario au Festival Canneséries en octobre 2020.
En 2020, il réalise son premier long-métrage pour le cinéma, Ogre, un film d'auteur fantastique dont il a écrit le scénario. Ana Girardot, Giovanni Pucci et Samuel Jouy incarnent les personnages principaux de ce film tourné dans le Morvan. Présenté au Festival du cinéma américain de Deauville 2021 et sélectionné en compétition au Festival international du film fantastique de Gérardmer 2022, le film sort en salles le 20 avril 2022.

### Vie privée
Il partage la vie de Marion Festraëts, journaliste et scénariste.
Il est le frère aîné du réalisateur Benjamin Malherbe.

## Filmographie
- 2004 : Pépins noirs de Nicolas Birkenstock, (scénario) sélectionné au festival international du court métrage de Clermont-Ferrand.
- 2006 : Harkis d'Alain Tasma (scénario), téléfilm
- 2007 : Good Job ! (scénario et réalisation), court-métrage
- 2008 : Dans leur peau (scénario et réalisation), court-métrage
- 2008 : Pas de secrets entre nous (scénario), série
- 2009 : Macadam Peau-Rouge  (scénario et réalisation), court-métrage
- 2009 : Belleville Story (scénario et réalisation), téléfilm
- 2012 : Chambre noire (scénario et réalisation), téléfilm
- 2015-2016 : Chefs (scénario avec Marion Festraëts et réalisation avec Clovis Cornillac), série
- 2020 : Moloch (scénario avec Marion Festraëts et réalisation), mini-série
- 2022 : Ogre (scénario avec Sebastian Sepulveda et réalisation), long-métrage
- 2023 : Rictus (scénario avec Marion Festraëts et réalisation), mini-série
- 2024 : Mémoire vive (réalisation), mini-série

## Publications

### Bande dessinée
- Taïga Rouge[18], Aire Libre, Dupuis, 2008  (ISBN 978-2-8001-4166-4)
- Belleville Story (t. 1 - avant minuit), avec Vincent Perriot et Isabelle Merlet, 2010, Dargaud  (ISBN 978-2-205-06376-9)
- Belleville Story (t. 2 - après minuit), avec Vincent Perriot et Isabelle Merlet, 2011, Dargaud  (ISBN 978-2-205-06649-4)

## Distinctions

### Récompenses
- Festival international du film fantastique de Gérardmer 2008 : Grand prix du court métrage pour Dans leur peau
- Prix Jeune Talent de la BD 2009 pour Taïga Rouge
- Festival de la fiction TV de La Rochelle 2009 : Meilleur téléfilm pour Belleville Story
- Festival de Saint-Malo 2010 : prix « Coup de cœur » pour Belleville story
- Festival des créations télévisuelles de Luchon 2015 pour Chefs :
  - Prix de la Meilleure Série / Mini-Série par le public en salle
  - Pyrénées d'or de la meilleure série/mini-série : Mention spéciale du jury
- Festival Canneséries 2020 : prix du scénario pour Moloch
- Festival Séries Mania 2023 : Prix du jury étudiant de la meilleure série comique pour Rictus[19]

### Sélections
- Festival du cinéma américain de Deauville 2021 : hors compétition, fenêtre sur le cinéma français pour Ogre
- Festival international du film fantastique de Gérardmer 2022 : en compétition pour Ogre